# Sic transit gloria mundi
Sic transit gloria mundi er et latinsk udtryk, der betyder "Således forgår verdens herlighed". Sætningen stammer fra ceremonien ved indsættelsen af en ny pave, hvor den indgik i ritualet i perioden 1409-1963.
I formen "Pater sancte, sic transit gloria mundi" (“hellige fader (dvs. paven), således forgår verdens herlighed”) blev sætningen fremsagt af en munk ved hver ny paves indsættelsesceremoni, samtidig med at han brændte et bundt hør bundet til en stav. Hensigten var at huske paven på, at han trods den nye titels storhed stadig var dødelig (og under Gud). 